# Muzeum Kamieni w Kamieniu Pomorskim
Muzeum Kamieni w Kamieniu Pomorskim – prywatne muzeum z siedzibą w Kamieniu Pomorskim. Placówka jest prywatnym przedsięwzięciem rodziny Sokołowskich, do których należy również Muzeum Mineralogiczne w Szklarskiej Porębie. Siedzibą muzeum jest Baszta i Brama Wolińska, pochodząca z XIV wieku.
Muzeum powstało w 2001 roku. W swej ekspozycji posiada skamieliny dinozaurów, w tym: szkielety deinonycha i ornitolesta oraz kości tyranozaura, allozaura, barionyksa, celofyza i strutiomima, a także skamieniałe gniazdo z 33 jajami. Ponadto w zbiorach znajdują się liczne minerały (m.in. największa w Polsce szczotka ametystowa), bursztyny oraz meteoryty. W ramach wystawy przygotowano również ekspozycje historyczne: poświęconą historii miasta oraz z replikami dawnej broni i zbroi średniowiecznej. W Muzeum Kamieni można również skorzystać z punktów widokowych – tarasów Baszty, z których rozciąga się piękny widok na miasto Kamień Pomorski i Zalew Kamieński.
Muzeum jest obiektem całorocznym, czynnym z wyjątkiem poniedziałków. Wstęp jest płatny.
Przy Muzeum znajduje się sklep z minerałami, wyrobami z kamieni, biżuterią i pamiątkami.

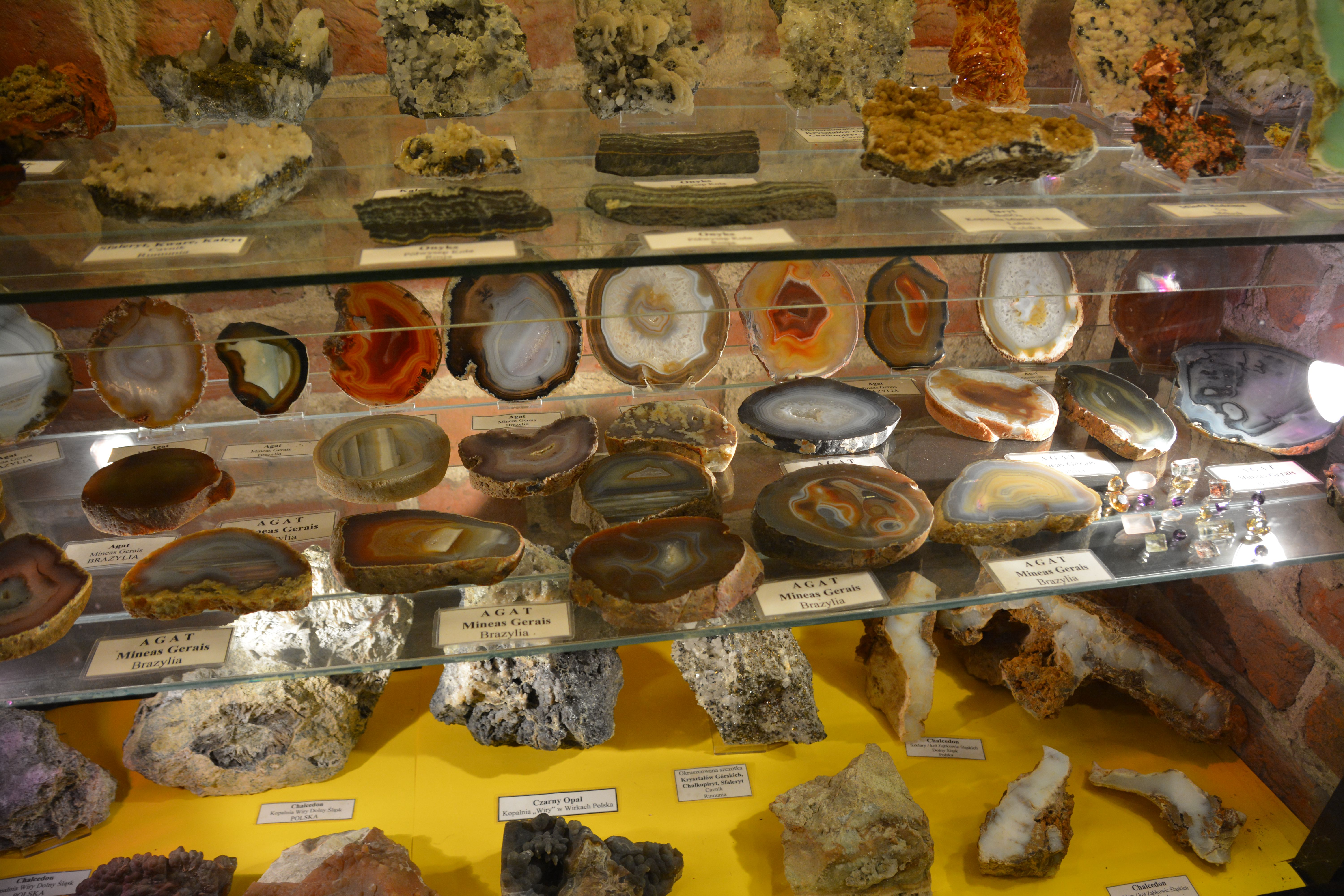
Fragment ekspozycji
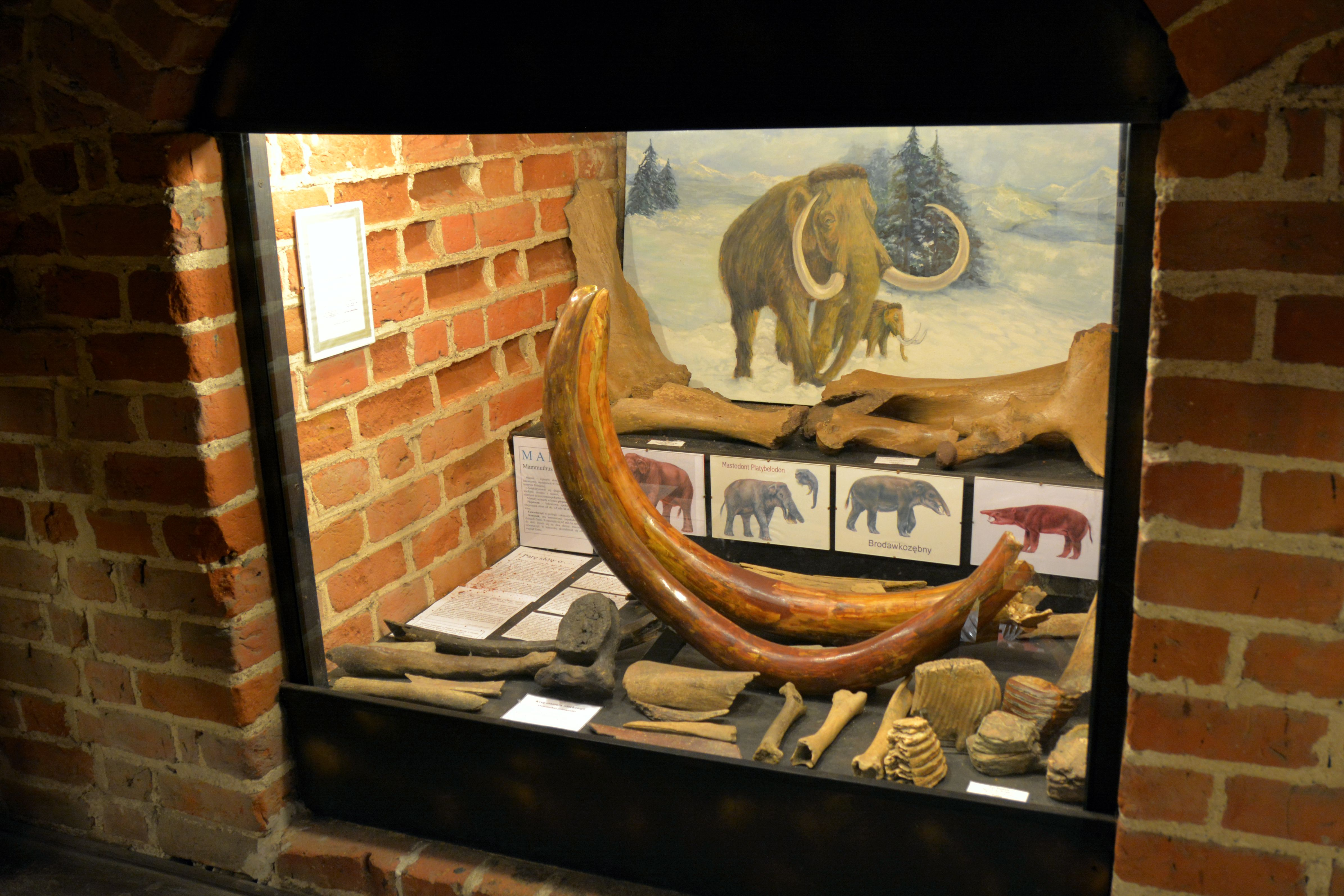
Fragment ekspozycji